# Шрам 3D
Шрам 3D — фильм ужасов , триллер режиссёра Джеда Вейнтроба с Анджелой Беттис в главной роли. Мировая премьера состоялась 20 мая 2007 года, в России — 10 апреля 2008 года. Релиз   DVD состоялся 22 апреля 2010 года. В Америке фильм получил рейтинг R — что значит «просмотр лицами до 17 лет только в присутствии родителей.» Фильм получил такой рейтинг из-за большого количества насилия, сцен жестоких пыток, употребления наркотиков и сексуальных эпизодов. В России фильм получил рейтинг 18+.

## Сюжет
Ужасная история омрачила городок Овид в Колорадо. 16 лет назад в городе объявился маньяк. Он ловил подростков и пытал их в подвалах морга, а затем медленно и мучительно убивал. Однако девушке Джоан удалось сбежать. И вот в наши дни Джоан возвращается в городок. Однако не успела она приехать, как история повторяется с племянницей Джоан — Олимпией. Теперь женщина должна спасти племянницу.

## Отзывы
Фильм получил крайне негативные отзывы. На сайте Rotten Tomatoes получил рейтинг 0%.